# Norr Åsbo
Norr Åsbo är en by i Nora socken, Heby kommun, Uppland.
Norr Åsbo omtalas i dokument första gången 1331 ("Datum asobodhe"). Norr Åsbo ingick fram till laga skifte i bergbolsta skifteslag. Sör Åsbo är troligen avsöndrat från Norr Åsbo, Norr Åsbo kallas fortfarande under 1500-talet enbart Åsbo, medan Sör Åsbo redan i de äldsta beläggen särskiljs med väderstreck. Efterledet syftar på den utlöpare av Dalkarlsåsen som byn är belägen på. Under 1500-talet omfattar byn 1 mantal skatte, 3 öresland.
Bland bebyggelser på ägorna märks Kallmossen eller Kalvmossen, som varit namnet på flera torp inom ett område på Prästgården och Norr Åsbos ägor. De första anlades på 1700-talet. Tärnsjö samhälle, bland annat bostadsområdet Laggarbo är delvis uppvuxet på Norr Åsbos ägor.